# Boukal
Boukal este o arie protejată (arie specială de conservare — SAC, sit de importanță comunitară — SCI) din Republica Cehă întinsă pe o suprafață de 8,1 ha, integral pe uscat.

## Localizare
Centrul sitului Boukal este situat la coordonatele 49°27′56″N 14°20′13″E / 49.465556°N 14.336944°E.

## Înființare
Situl Boukal a fost declarat sit de importanță comunitară în aprilie 2005 pentru a proteja 1 specie de animale. Situl a fost protejat și ca arie specială de conservare în iulie 2012.

## Biodiversitate
Situată în ecoregiunea continentală, aria protejată nu include niciun habitat protejat.
La baza desemnării sitului se află o specie protejată de  amfibieni: buhai de baltă cu burta roșie (Bombina bombina).